# Clara Aldrighi
Clara Aldrighi, vollständiger Name María Clara Aldrighi Cavani, (* 19. November 1952 in Bologna, Italien) ist eine Essayistin mit uruguayischer Staatsbürgerschaft.
In Italien geboren kam Aldrighi 1953 nach Uruguay. Sie studierte an der Universidad de la República (UdelaR). Dort erlangte sie an der FHCE einen Abschluss in Geschichte. Während des Phase der zivil-militärischen Diktatur in Uruguay lebte sie im Exil in Kuba und Italien. Aldrighi lehrt an der UdelaR als Professorin für Zeitgeschichte und im Bereich Kommunikationswissenschaften. Sie kann zahlreiche Veröffentlichungen in Artikel- und Buchform vorweisen.

## Veröffentlichungen
- La critica de la modernidad en Oswald Spengler (1995)
- Antifascismo italiano en Montevideo: el dialogo político entre Luigi Fabbri y Carlo Rosselli, 1929-1935 (1996)
- Guerra de la retaguardia. La política de represalis del ocupante alemán en Italia (1998)
- La ideologia antisemita en Uruguay. Su contexto católico y conservador, 1870-1940 (2000)
- La izquierda armada. Ideología, ética e identidad en el MLN Tupamaros (2002)
- La intervención de Estados Unidos en Uruguay (1965-1973). El Caso Mitrione. – Band 1 (2007)[2]
- Chile, la gran ilusión. Co-Autorin mit Guillermo Waksman (2006)
- Memorias de insurgencia. Historias de vida y militancia en el MLN-Tupamaros. 1965-1975 (2009)